# Thomas Ceccon
Thomas Ceccon (Thiene, 27 de enero de 2001) es un deportista italiano que compite en natación.
Participó en dos Juegos Olímpicos de Verano, obteniendo en total cuatro medallas, dos en Tokio 2020, plata en 4 × 100 m libre y bronce en 4 × 100 m estilos, y dos en París 2024, oro en 100 m espalda y bronce en 4 × 100 m libre..
Ganó nueve medallas en el Campeonato Mundial de Natación entre los años 2022 y 2025, y seis medallas en el Campeonato Mundial de Natación en Piscina Corta, en los años 2021 y 2022.
Además, obtuvo nueve medallas en el Campeonato Europeo de Natación, en los años 2021 y 2022, y cinco medallas en el Campeonato Europeo de Natación en Piscina Corta, en los años 2021 y 2023.
En 2021 fue nombrado miembro de la Orden al Mérito de la República Italiana.

## Palmarés internacional
| Juegos Olímpicos                    | Juegos Olímpicos      | Juegos Olímpicos  | Juegos Olímpicos        |
| Año                                 | Lugar                 | Medalla           | Prueba                  |
| ----------------------------------- | --------------------- | ----------------- | ----------------------- |
| 2020                                | Tokio (Japón)         | Medalla de plata  | 4 × 100 m libre         |
| 2020                                | Tokio (Japón)         | Medalla de bronce | 4 × 100 m estilos       |
| 2024                                | París (Francia)       | Medalla de oro    | 100 m espalda           |
| 2024                                | París (Francia)       | Medalla de bronce | 4 × 100 m libre         |
| Campeonato Mundial                  |                       |                   |                         |
| Año                                 | Lugar                 | Medalla           | Prueba                  |
| 2022                                | Budapest (Hungría)    | Medalla de oro    | 100 m espalda           |
| 2022                                | Budapest (Hungría)    | Medalla de oro    | 4 × 100 m estilos       |
| 2022                                | Budapest (Hungría)    | Medalla de bronce | 4 × 100 m libre         |
| 2023                                | Fukuoka (Japón)       | Medalla de oro    | 50 m mariposa           |
| 2023                                | Fukuoka (Japón)       | Medalla de plata  | 100 m espalda           |
| 2023                                | Fukuoka (Japón)       | Medalla de plata  | 4 × 100 m libre         |
| 2025                                | Singapur (Singapur)   | Medalla de plata  | 100 m espalda           |
| 2025                                | Singapur (Singapur)   | Medalla de plata  | 4 × 100 m libre         |
| 2025                                | Singapur (Singapur)   | Medalla de bronce | 50 m mariposa           |
| Campeonato Mundial en Piscina Corta |                       |                   |                         |
| Año                                 | Lugar                 | Medalla           | Prueba                  |
| 2021                                | Abu Dabi (EAU)        | Medalla de plata  | 4 × 100 m libre         |
| 2021                                | Abu Dabi (EAU)        | Medalla de bronce | 100 m estilos           |
| 2022                                | Melbourne (Australia) | Medalla de oro    | 100 m estilos           |
| 2022                                | Melbourne (Australia) | Medalla de oro    | 4 × 100 m libre         |
| 2022                                | Melbourne (Australia) | Medalla de plata  | 4 × 50 m libre          |
| 2022                                | Melbourne (Australia) | Medalla de bronce | 4 × 200 m libre         |
| Campeonato Europeo                  |                       |                   |                         |
| Año                                 | Lugar                 | Medalla           | Prueba                  |
| 2021                                | Budapest (Hungría)    | Medalla de bronce | 4 × 100 m libre         |
| 2021                                | Budapest (Hungría)    | Medalla de bronce | 4 × 100 m estilos       |
| 2021                                | Budapest (Hungría)    | Medalla de bronce | 4 × 100 m libre mixto   |
| 2022                                | Roma (Italia)         | Medalla de oro    | 50 m mariposa           |
| 2022                                | Roma (Italia)         | Medalla de oro    | 100 m espalda           |
| 2022                                | Roma (Italia)         | Medalla de oro    | 4 × 100 m libre         |
| 2022                                | Roma (Italia)         | Medalla de oro    | 4 × 100 m estilos       |
| 2022                                | Roma (Italia)         | Medalla de plata  | 50 m espalda            |
| 2022                                | Roma (Italia)         | Medalla de plata  | 4 × 100 m estilos mixto |
| Campeonato Europeo en Piscina Corta |                       |                   |                         |
| Año                                 | Lugar                 | Medalla           | Prueba                  |
| 2021                                | Kazán (Rusia)         | Medalla de plata  | 200 m estilos           |
| 2021                                | Kazán (Rusia)         | Medalla de plata  | 4 × 50 m libre          |
| 2021                                | Kazán (Rusia)         | Medalla de bronce | 50 m mariposa           |
| 2023                                | Otopeni (Rumania)     | Medalla de oro    | 4 × 50 m estilos        |
| 2023                                | Otopeni (Rumania)     | Medalla de plata  | 4 × 50 m libre          |